# Menhir de Ilso de Lodos
Le menhir de Ilso de Lodos, connu également sous le nom de Menhir de Alto de Guriezo, est un mégalithe datant du Néolithique situé près de la commune de Guriezo, dans la communauté autonome de Cantabrie.

## Situation
Il est situé dans les montagnes qui entourent la vallée de Guriezo, à plus de 500 mètres d'altitude, et à une dizaine de kilomètres de la côte cantabrique ; à proximité se trouve l'ermitage Nuestra Señora de las Nieves.

## Description
Il s'agit d'un menhir en calcaire, penché, mesurant 1,86 m de longueur. Il fait partie du complexe mégalithique Alto de Lodos,.
Le menhir sert de délimitation entre les communes de Guriezo, d'Ampuero et de Rasines.